# Brocchinia maguirei
Espèce
Classification phylogénétique
Brocchinia maguirei est une espèce de plantes de la famille des Bromeliaceae, endémique du Venezuela.

## Distribution
L'espèce est endémique de l'État d'Amazonas au Venezuela,. On la trouve à 1 500 mètres d'altitude, notamment dans le cano Negro et le cerro Sipapo.

## Description
L'espèce est hémicryptophyte.